# IC 2413
IC 2413 је двојна звијезда у сазвјежђу Рак која се налази на листи објеката дубоког неба у Индекс каталогу.
Деклинација објекта је + 18° 44' 42" а ректасцензија 8h 49m 31,5s.